# Tarabai
Tarabai é um município brasileiro do estado de São Paulo. Localiza-se a uma latitude 22º18'09" sul e a uma longitude 51º33'33" oeste, estando a uma altitude de 445 metros. Sua população estimada em 2016 é de 7.236 habitantes.

## História
Foi fundada por João Boff, em 1939. Com o objetivo de fundar uma vila, comprou, a 28 km de Presidente Prudente, 30 alqueires de terra, dividindo-os em 500 lotes, dando ao local o nome de Nova Itália, em homenagem à sua terra natal. Mais tarde, vendeu os 500 lotes de terra para Ulpiano Sevilha Dias, que chegara à região em 1941, a quem confiou a continuidade de seu trabalho. Ele comprou terrenos marginais, traçou-os em lotes, alinhou-os em ruas e pôs-se a vendê-los a fim de que a vila continuasse crescendo.
-1941, a vila passou a se chamar Nova América, e neste ano foi instalada a primeira indústria e com ela a primeira rede de energia elétrica e o primeiro telefone.
Foi construído um templo religioso, em terreno doado por João Boff.
-1943 foi instituído uma espécie de correio, funcionando na casa de Ulpiano Sevilha, que distribuía e encaminhava a correspondência.
-1944, Nova América experimentou o início de progresso, a chegada de colonizadores vindos de outros Estados da União e de grande número de japoneses. Em 1948 foi construído o primeiro grupo escolar.
-1953 foi criado o Distrito de Nova América com sede no povoado de Nova América do município de Pirapozinho.
-1954 foi instalado o Cartório de Registro Civil e Anexos e, neste mesmo ano, em homenagem ao Major Felício Tarabai, Nova América passou a denominar-se Tarabai.
-1955 foi inaugurada a iluminação pública de Tarabai.

### Formação territorial-administrativa
Histórico da formação do município:
- Antigo povoado de Nova América.
- Distrito criado com a denominação de Tarabai, no município de Pirapozinho, pela Lei nº 2.456, de 30/12/1953.
- Município criado pela Lei nº 5.285, de 18/02/1959, mas não foi instalado.
- Município criado novamente pela Lei nº 8.092, de 28/02/1964. Sua instalação verificou-se no dia 31 de março de 1965.

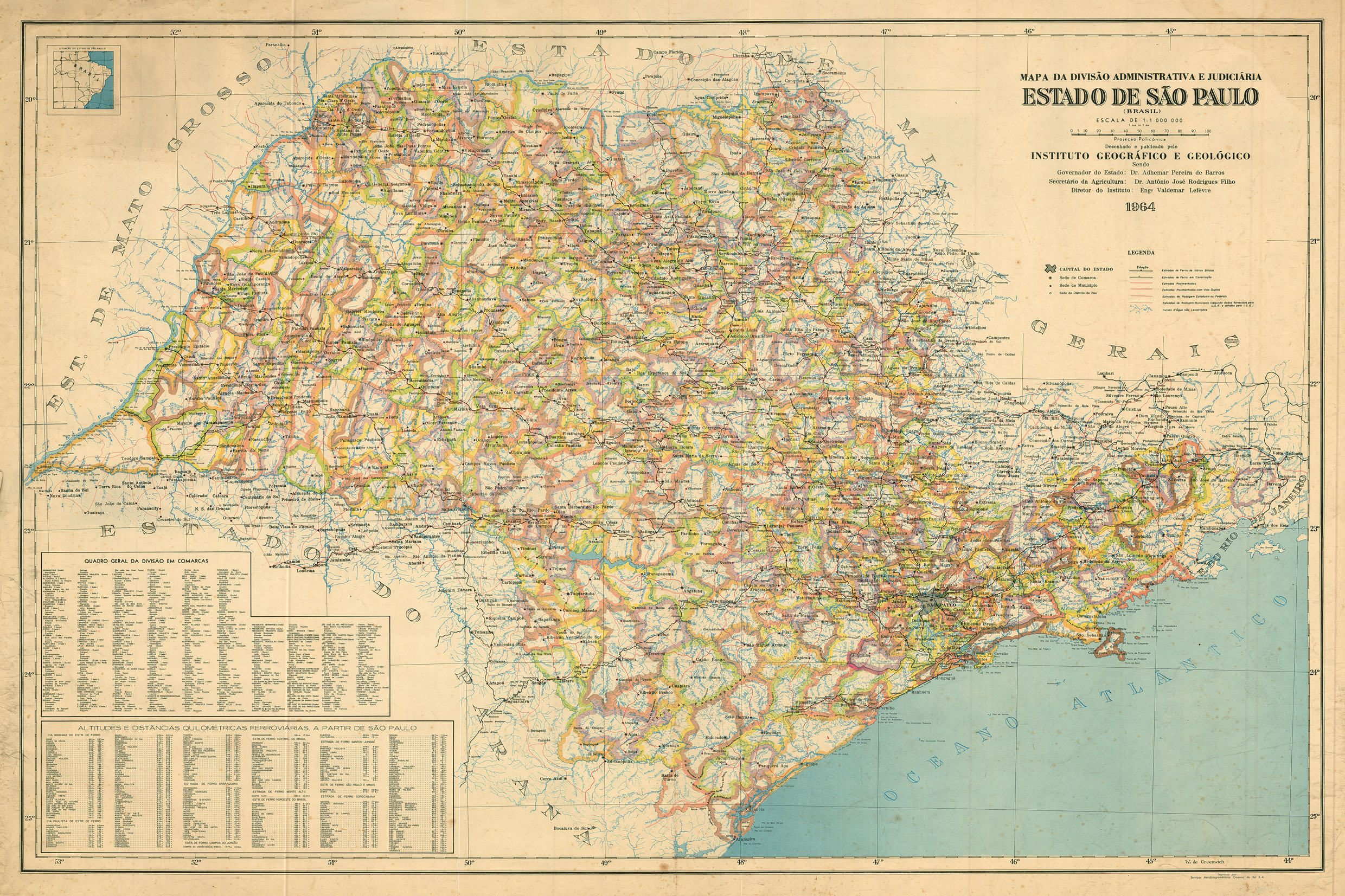
Estado de São Paulo (1964).

## Geografia

### Hidrografia
- Ribeirão do Rebojo
- Córrego Paraíso (canalizado)
- Rio São Jorge

### Rodovias
- SP-272
- SP-425

## Demografia

### População
| Crescimento populacional                             | Crescimento populacional | Crescimento populacional | Crescimento populacional |
| Ano                                                  | População Total          |                          | %±                       |
| ---------------------------------------------------- | ------------------------ | ------------------------ | ------------------------ |
| 1960                                                 | 5 201                    |                          | —                        |
| 1970                                                 | 3 599                    |                          | −30,8%                   |
| 1980                                                 | 3 565                    |                          | −0,9%                    |
| 1991                                                 | 4 714                    |                          | 32,2%                    |
| 2000                                                 | 5 786                    |                          | 22,7%                    |
| 2010                                                 | 6 607                    |                          | 14,2%                    |
| 2022                                                 | 6 536                    |                          | −1,1%                    |
| Est. 2024                                            | 6 635                    | [ 8 ]                    | 1,5%                     |
| Fontes: Censos Demográficos IBGE e Estimativas SEADE |                          |                          |                          |

## Governo
- Prefeito: Rubens Pinaffi Júnior (UNIÃO)
- Vice-prefeito: Laércio Barbosa Santos (PL)
- Presidente da câmara: Abimael Oliveira dos Santos (PL)

## Infraestrutura

### Comunicações
O sistema de telefones automáticos foi inaugurado na cidade em 1985 pela Telecomunicações de São Paulo (TELESP), que também implantou o sistema de discagem direta à distância (DDD) em 1988 com o código de área (0182). Anteriormente a cidade era atendida pela Companhia de Telecomunicações do Estado de São Paulo (COTESP).
Na década de 90 o código DDD da cidade foi alterado para (018), para padronização do sistema telefônico com a telefonia celular que estava sendo implantada em todo o estado.

## Religião
O Cristianismo se faz presente na cidade da seguinte forma:

### Igreja Católica
- A igreja faz parte da Diocese de Presidente Prudente.[16]

### Igrejas Evangélicas
- Assembleia de Deus Ministério do Belém.[17][18]
- Congregação Cristã no Brasil.[19]